# Grodzie (powiat braniewski)
Grodzie – osada w Polsce położona w województwie warmińsko-mazurskim, w powiecie braniewskim, w gminie Braniewo na trasie linii kolejowej Braniewo-Olsztyn i przy drodze wojewódzkiej nr 507.
W latach 1975–1998 miejscowość administracyjnie należała do województwa elbląskiego.